# Eosentomon yezoense
Eosentomon yezoense är en urinsektsart som beskrevs av Nakamura 1983. Eosentomon yezoense ingår i släktet Eosentomon och familjen trakétrevfotingar. Inga underarter finns listade i Catalogue of Life.